# Cratere Teshub
Teshub è un cratere sulla superficie di Ganimede.